# Videoumjetnost
Videoumjetnost (lat. videre=vidjeti) oblik je umjetnosti u kojoj je osnovni sadržaj elektronski stvorena slika. Javlja se istodobno u SAD-u, Europi i u Njemačkoj polovicom 1960-ih kao vrsta novih medija u umjetnosti, u okviru likovnih umjetnosti, kao pojam koji označava varijacije i oblike u videu i videoinstalacijama.
Predstavlja smjer u suvremenoj likovnoj umjetnosti, grana konceptualne umjetnosti vrlo bliska eksperimentalnomu filmu. Oblik je umjetničkog stvarateljstva u kojem se umjetnik služi videotehnikom (videokamera, videovrpca ili disketa, televizijski prijamnik ili platno i sl.) kao sredstvom izražavanja, često je kombinirajući s inim oblicima umjetničkoga izraza (slikarstvom, kiparstvom, scenskim nastupom), čime postaje podobna za vlastiti izraz, stvarajući forme poput videoinstalacija, videoskulptura, interpolirajući se u krajolik (tzv. land art) ili u urbano tkivo.

## Početak videoumjetnosti u svijetu
Godinom početka videoumjetnosti katkad se uzima 1963., kada Wolf Vostel izlaže rad "TV De-Collage" i kada Nam June Paik po prvi put u galeriji Parnas u Wupertalu izlaže svoje eksperimente s katodnom cijevi televizora. Uzme li se kao početak videoumjetnosti trenutak kada video postaje pristupačniji i njegova uporaba rasprostranjenija – što je dovelo do toga da su se u sedamdesetim godinama mnogi autori okušali u tom mediju – može se govoriti o 1965. godini kada Sony izdaje prvi prijenosni videouređaj.
Kako je bavljenje videoumjetnošću sve prisutnije, tako su se počele organizirati i razne izložbe posvećene novom mediju. Već 1968. održane su izložbe u mnogim zemljama, od Argentine, Austrije, Danske, Njemačke, Španjolske, Švicarske, Kanade i Velike Britanije do Japana i SAD-a. U Sjedinjenim državama održane su, primjerice 1969., izložbe Medij je Medij u organizaciji bostonskog WGBH-TV-a i TV kao stvaralački medij u Howard Wise Gallery u New Yorku. Prva videogalerija otvorena je u Düsseldorfu 1968. godine na poticaj Garyja Schuma. Također, već 1972. godine video se pojavljuje na Venecijanskom bijenalu.
Razvija se drukčiji odnos prema javnoj televiziji koja se promatrala kao objektivan medij, za razliku od videa koji je smatran subjektivnim. Video se suprotstavlja državnoj televiziji, što povlači za sobom i njegovu revolucionarnu ulogu. Smatralo se da će, jednom kada video postane široko dostupan, svi postati umjetnici, to jest da će "nastupiti vrijeme umjetnosti bez umjetnika – kada će svi raditi umjetnost". Vera Horvat Pintarić u tekstu "Videokultura ili povratak izvorima" postavlja tezu kako se videom umjetnici i ne-umjetnici postavljaju na istu medijsku ravan te da se na taj način medij despecijalizirao i demokratizirao.
Videoumjetnost se od filmske umjetnosti razlikuje u nekoliko bitnih karakteristika. Videoumjetnost je često vezana za galerijski prostor i slične institucije te posjeduje drukčiju kvalitetu od filmske slike. Razlikuje se u osvjetljenju i oštrini, ali i u samom dojmu koji želi ostaviti i ostavlja na promatrača. Smatra se zasebnim žanrom od eksperimentalnog filma.
Budući da video nastaje i usporedno se razvija s konceptualnom umjetnošću, to jest u vrijeme nove umjetničke prakse, mogu se ustanoviti dva smjera bavljenja videom: vizualno i nevizualno. Vizualno bavljenje videom podrazumijeva istraživanje videa kao medija, dok drugi smjer podrazumijeva bilježenje akcije u cijelosti njezina trajanja. Video ne teži ka stvaranju druge stvarnosti, već postojeću stvarnost provjerava, analizira i istražuje.

## Početak videoumjetnosti u Hrvatskoj
Naraštaj koji se u Hrvatskoj počinje baviti videom jest onaj koji se okuplja oko Studentskog centra u Zagrebu, a razvija se iz postavki Fluxusa. Bili su to umjetnici koji su se bavili otkrivanjem novih materijala, performansom, a među ostalim, često su za razne umjetničke akcije koristili vlastito tijelo. To su Boris Bućan, Braco Dimitrijević, Goran Trbuljak, Dalibor Martinis i Sanja Iveković.
Bilo je nekoliko bitnih susreta koji su omogućili našim umjetnicima da se upoznaju s novim medijem. Primjerice 1972. godine, kad umjetnici Evander D. Schley i Willoughby Sharp, tada urednik časopisa Avalanche, dolaze u Hrvatsku kao gosti Dalibora Martinisa i Sanje Iveković i posuđuju njima i Goranu Trbuljaku svoju videoopremu. Upravo je tada Goran Trbuljak snimio uradak kojega se smatra našim najranijim videouratkom. Snimljen je u jednoj zagrebačkoj bolnici, a nazvan je "Perimetarski test vidnog polja umjetnika". Braco Dimitrijević je godinu dana prije, tijekom studiranja u Londonu snimio dva rada, "Metabolizam kao tjelesna skulptura" i "Proces mišljenja kao tjelesna skulptura".

### Međunarodna izložba „Audio-vizualne poruke“
Na međunarodnoj izložbi Audio-vizualne poruke 1973. godine, u sklopu međunarodne bijenalne priredbe Trigon u Grazu, a zahvaljujući inicijativi Vere Horvat Pintarić, sudjeluje nekoliko hrvatskih umjetnika među kojima su Sanja Iveković, Dalibor Martinis, Boris Bućan i Goran Trbuljak. Izložba je bila podijeljena na tri sekcije: Govor, Stvarnost i Meta-akcija. Sudjelovali su i neki od pionira svjetskog videa, primjerice Nam June Paik, Bruce Nauman, Joan Jonas, Valie Export i Richard Kriesche.
Sanja Iveković i Dalibor Martinis sudjeluju s videouradcima "TV-Timer" i "Meta-akcija" u sekciji Stvarnost. "TV-Timer" se bavi odnosom stvarnosti i medijske stvarnosti što je tema koja će zaokupljati oboje umjetnika i u njihovim samostalnim radovima. Na standardni TV-program autori su intervenirali pomoću drugih medija (primjerice, telefonom i satom), kao i samopojavljivanjem.
Prva Martinisova samostalna video instalacija "Mrtva priroda" bavi se sličnom tematikom. Suprotstavlja TV-monitor i vazu cvijeća koja je na njemu. S usporavanjem i smirivanjem vijesti na televiziji, aranžman postaje sve življi. Važna komponenta ovdje je humor, odnosno dosjetka koju možemo pratiti i u ostatku Martinisovih radova.
"Sweet Violence" Sanje Iveković također se temelji na suprotstavljanju medija videa i javne televizije. Preko reklama koje se prikazuju na televiziji umjetnica rešetkasto postavlja crnu ljepljivu traku i time stvara pregradu između onoga što se odvija na ekranu i onoga što gledatelj promatra. Radi se o kritičkoj interpretaciji TV-programa i poruka koje se šalju gledatelju.
Boris Bućan u Grazu sudjeluje u sekciji Stvarnost s radom "Laž" u kojem istoimeni natpis postavlja na platno dugačko nekoliko metara, dok je Goran Trbuljak svoje radove izložio u sekcijama Stvarnost i Govor.

### Motovunski susret
Drugi važan susret videoumjetnika, pod nazivom Identitet=Identitet, bio je u Motovunu 1976. godine u sklopu IV. Motovunskog susreta. Organizirali su ga Galerije grada Zagreba, Etnografski muzej Istre iz Pazina te Galerija del Cavallino iz Venecije. Venecijansku galeriju tada je vodio Paolo Cardazzo koji je u Motovun doveo inozemne goste, donijevši i porta-pack kameru, mali monitor i videovrpce. Svaki od naših umjetnika snimio je po tri rada, a s radovima inozemnih autora nastalo je ukupno dvadesetak radova koji su bili snimljeni na vrpci danas poznatoj kao Motovunska vrpca.
Sanja Iveković u Motovunu ostvaruje radove "Make Up - Make Down" i "Instrukcije", Dalibor Martinis "Triptih" i "Video imunitet", a Goran Trbuljak rad "Bez naslova" u kojem reže video vrpcu. Treba spomenuti i Sanju Iveković koja svoj rad „Monument“ ostvaruje u produkciji galerije del Cavallino. U radu je težište na interakciji između promatrača i onoga koji je sniman. Sanja Iveković kamerom kruži oko Dalibora Martinisa, u uskim kadrovima, obuhvaćajući u konačnici njegovo cijelo tijelo. 
Iste godine nastaje "Otvoreni kolut" Dalibora Martinisa. Riječ je o snimci umjetnikove glave oko koje se namata videovrpca na kojoj je također snimka umjetnikove glave, sve dok umjetnikova glava potpuno ne nestane, odnosno dok vrpca na kojoj je snimka umjetnikove glave ne prekrije njegovu glavu.

### Ivan Ladislav Galeta
Ivan Ladislav Galeta nastavlja Petekovu tradiciju bavljenja pravim eksperimentima. On ipak ne staje samo na filmu, već se bavi i glazbenim performansom te stvara objekte-instalacije. 
Sklon inovacijama, radio je i na vrpci i na projektoru te često svoje filmove prati i interaktivnim predavanjima, čime zapravo ulazi u područje takozvanog "proširenog filma" (expanded-cinema), a od filmova važniji su "Sfaira" iz 1986. i "Water Pulu 1869-1896" iz 1988. godine.  Filmove snima od 1969. godine, a videom se bavi od 1975.
"Ping pong" je poznati rad Ivala Ladislava Galete snimljen 1976-8. godine. Uz više kamera postavljenih u različitim kutovima, snima ping-pong utakmicu. Natjecanje čini neobičnim postavljajući igrače u fizičke odnose koji su mogući samo na filmu. Tako naprimjer, paralelno postavlja dva kadra koja snima iz dva različita ugla.

## Vanjske poveznice
- Arhiva Nova umjetnička praksa  Arhivirana inačica izvorne stranice od 3. prosinca 2013. (Wayback Machine)
- (engl.) Sanja Iveković-Sweet violence
- Dalibor Martinis
- Ladislav Galeta
- |  | Zajednički poslužitelj ima još gradiva o temi Videoumjetnost |